# Торе де Негри
Торе де Негри (итал. Torre de' Negri) је насеље у Италији у округу Павија, региону Ломбардија.
Према процени из 2011. у насељу је живело 315 становника. Насеље се налази на надморској висини од 71 м.

## Становништво
Према резултатима пописа становништва 2011. у општини је живело 347 становника.
| 1931. | 1936. | 1951. | 1961. | 1971. | 1981. | 1991. | 2001. | 2011. |
| ----- | ----- | ----- | ----- | ----- | ----- | ----- | ----- | ----- |
| 535   | 536   | 536   | 469   | 381   | 351   | 370   | 365   | 347   |